# SAP2000
 (avril 2016).
Si vous disposez d'ouvrages ou d'articles de référence ou si vous connaissez des sites web de qualité traitant du thème abordé ici, merci de compléter l'article en donnant les références utiles à sa vérifiabilité et en les liant à la section « Notes et références ».
SAP2000  est un logiciel de calcul des efforts internes, édité par Computers & Structures Inc. Dans SAP2000, les trois premières lettres signifient Structural Analysis Program (programme d'analyse structurelle).
Ce logiciel, qui en est à sa vingt-quatrième édition, est fréquemment utilisé par les ingénieurs civils lors de la conception et l'analyse de ponts, d'édifices et de barrages, etc.
Le logiciel est utilisé pour les structures en béton armé, charpente métallique ou autres matériaux de construction et sous n'importe quelle forme de chargement : ponctuel, linéaire, surfacique.... Le logiciel traite plusieurs types de chargement statique (poids propre de la structure et charges d'exploitation) ou dynamique (séisme, explosion...). De plus, il dispose de plusieurs réglages pour les différentes vérifications : Eurocode, règlements américains et autres.
Le logiciel n'est pas disponible en français et il ne donne pas les schémas de coffrage et ferraillage pour les éléments en béton armé.